# Шевченко, Иван Иванович (Герой Социалистического Труда)
Иван Иванович Шевченко (род. 1925 год — дата и место смерти не известны) — передовик производства, бригадир монтажников спецуправления № 115 треста «Донбасстальконструкция» Министерства строительства Украинской ССР, Сталинская область, Украинская ССР. Герой Социалистического Труда (1958).
Участвовал в строительстве новых цехов заводов «Азовсталь» и Металлургического завода имени Ильича.
В 1958 году удостоен звания Героя Социалистического Труда за выдающиеся трудовые достижения.

## Награды
- Герой Социалистического Труда — указом Президиума Верховного Совета СССР от 9 августа 1958 года
- Орден Ленина